# К-1 (трамвай)
К-1 — український односекційний трамвайний вагон, призначений для ширококолійних трамвайних систем, що з 2001 року виробляється підприємством «Татра-Юг» на Дніпровському заводі «Південмаш». Розроблений на базі вагона Tatra T6B5. З 2003 по 2013 роки К-1 був єдиним трамвайним вагоном, який в ці роки серійно вироблявся в Україні, не враховуючи модернізацій Tatra T3 в Tatra K3R-N. Станом на 31 січня 2016 року було виготовлено 76 вагонів цієї моделі, абсолютна більшість з яких і понині експлуатуються трамвайними системами України.
На базі вагона створено трисекційну модель К-1М8 та односекційну К-1М з частково низьким рівнем підлоги.
Станом на березень 2020 року на балансі трамвайних систем України перебуває 72 вагони, з них 53 вагони експлуатуються на маршрутах міст України.

## Історія
Наприкінці 1990-х років керівництво «Татра-Юг» поставило перед своїми конструкторами завдання розробити новий, вдосконалений трамвайний вагон, що мав прийти на заміну Tatra T6B5, що тоді вироблявся підприємством. При цьому потрібно було максимально зменшити залежність підприємства від іноземних комплектуючих.
Перший випробувальний екземпляр цієї моделі виготовлений у 2001 році. Він був пофарбований у синьо-біло-блакитні кольори (наступні моделі мають синьо-біло-червоне забарвлення) та мав видозмінені передню і задню частини. На цьому вагоні була встановлена імпульсна система управління «КПТТ-1». У 2002 році цей вагон проходив випробовування у Києві на базі Дарницького ремонтно-експлуатаційного депо та був визнаний придатним до експлуатації. У 2004 році його повернули на завод. У 2006 році на випробувальному екземплярі було встановлено оновлену систему управління «КПТТ-2», передня і задня частини замінені серійними — вагон відправили до міста Конотоп.
У 2003 році СП «Татра-Південь» виготовило два «перехідних» вагони для Донецька. «Перехідними» їх назвали тому, що вони мають корпус, як у Tatra T6B5, і зовні відрізняються від нього лише зміненими світлогабаритами. Натомість все внутрішнє устаткування у цих моделей, як у вагонів К-1. З 2004 року починається серійне виробництво вагонів цієї моделі.
З 2006 року на вагонах К-1 встановлюється оновлена система управління, «КПТТ-2». У 2005 році її випробування проходило на базі трамвайного депо № 3 у Дніпрі. Для цього на випробуваному вагоні (заводський № 99032) було встановлено лише декілька сидінь, а інша частина заповнена піском.
У рамках прийнятої у 2007 році українським урядом державної програми модернізації електротранспорту міським бюджетам виділялася субвенція на купівлю нового рухомого складу. К-1 був єдиним трамвайним вагоном, який серійно вироблявся в Україні на той час, що відкрило перспективи для цієї моделі. 2007 рік став рекордним за кількістю випущених вагонів К-1: за цей рік виготовлено 17 вагонів.
У 2008 році розпочалося випробування оновленої IGBT-транзисторної системи управління «КПТТ-3МП». Для випробувань використали вагон (заводський № 99032), який вже використовувався для випробувань попередньої системи управління, «КПТТ-2». Випробування відбувалися у Запоріжжі.
У зв'язку зі світовою фінансовою кризою і нестачею коштів у місцевих бюджетах, впродовж 2009—2010 років не виготовлено жодного вагона К-1, у 2011 році виробництво було відновлено. Станом на 31 січня 2016 року виготовлено 76 вагонів цієї моделі.

## Технічні характеристики

### Кузов і салон
Кузов виготовлений зі сталі, зварений зі штампованих листів. Ділянки, які найчастіше потерпають від корозії, виготовлені з неіржавної сталі та композитних матеріалів. Кузов вкритий антикорозійним лакофарбовим покривом. Заводське забарвлення серійних моделей біло-синьо-червоне: білий низ від синього верху відділяють дві червоні навскісні смуги. У червоний колір також пофарбовані бампери вагона.
На ранніх моделях встановлені ширмові двері, у пізніших — поворотно-зсувні (планетарні). Ширмові двері ідентичні дверям Tatra T6B5. Вагон має п'ять бокових вікон з правого боку і вісім — з лівого. Вікна ідентичні вікнам вагона Tatra T6B5.

Креслення К-1 з пантографом та дверима планетарного типу
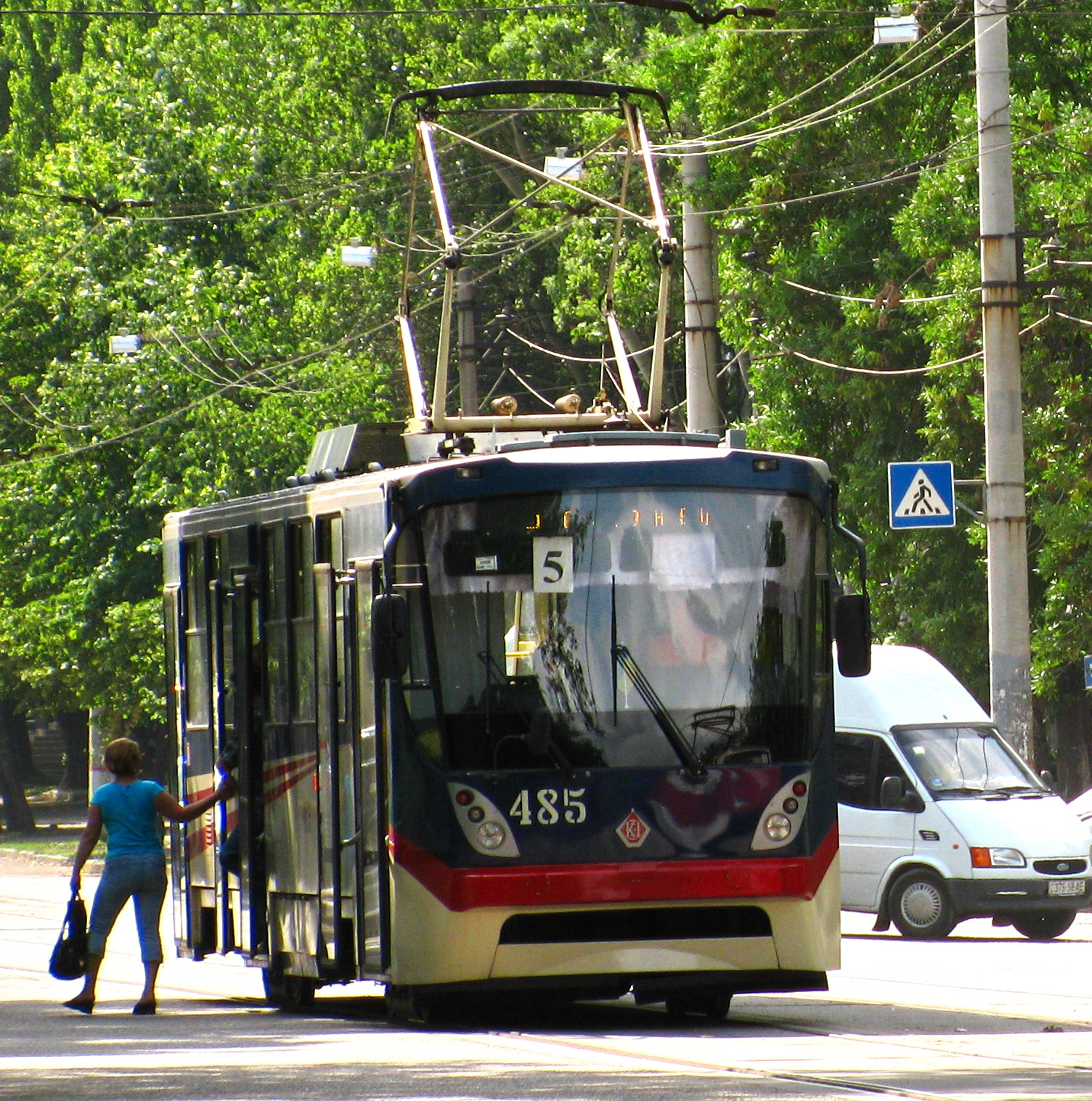
Вигляд спереду
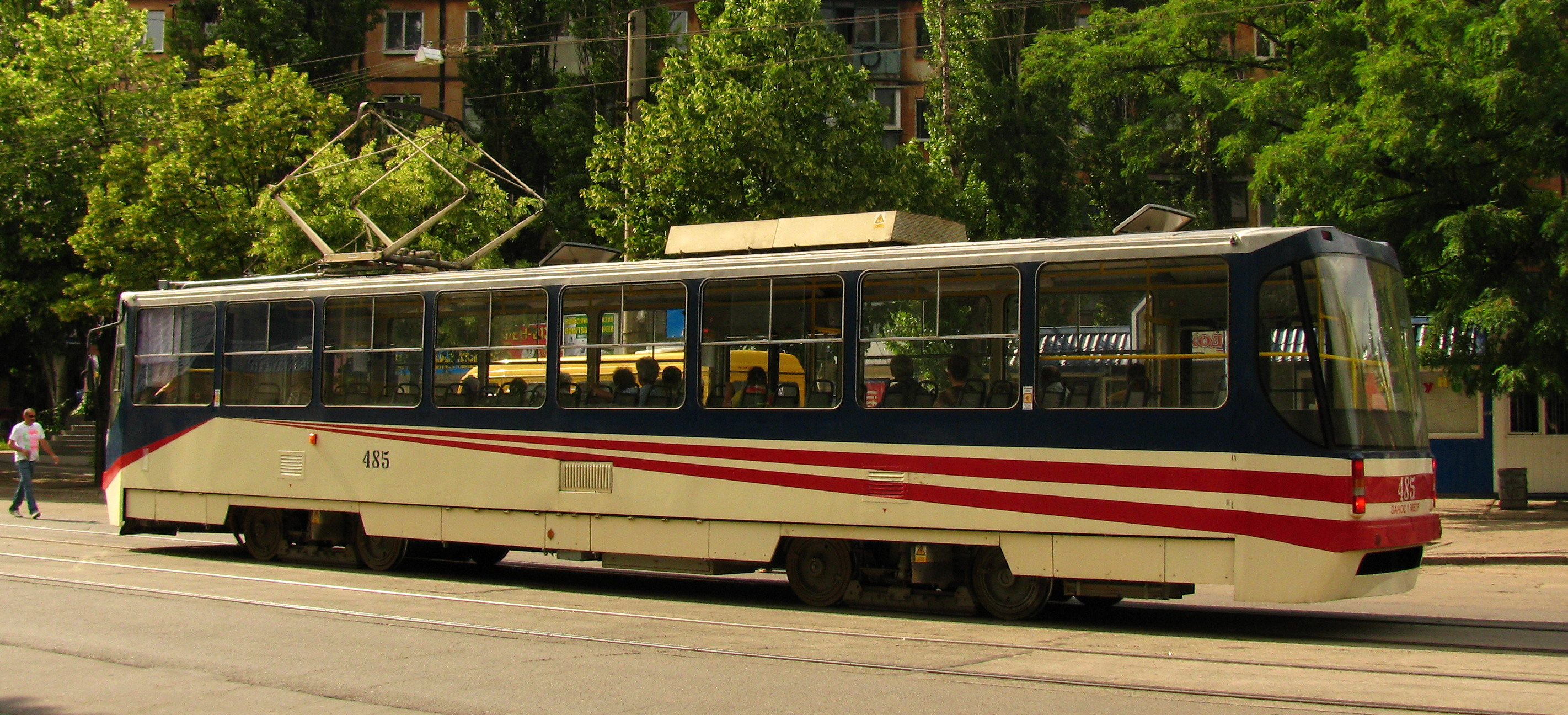
Вигляд збоку
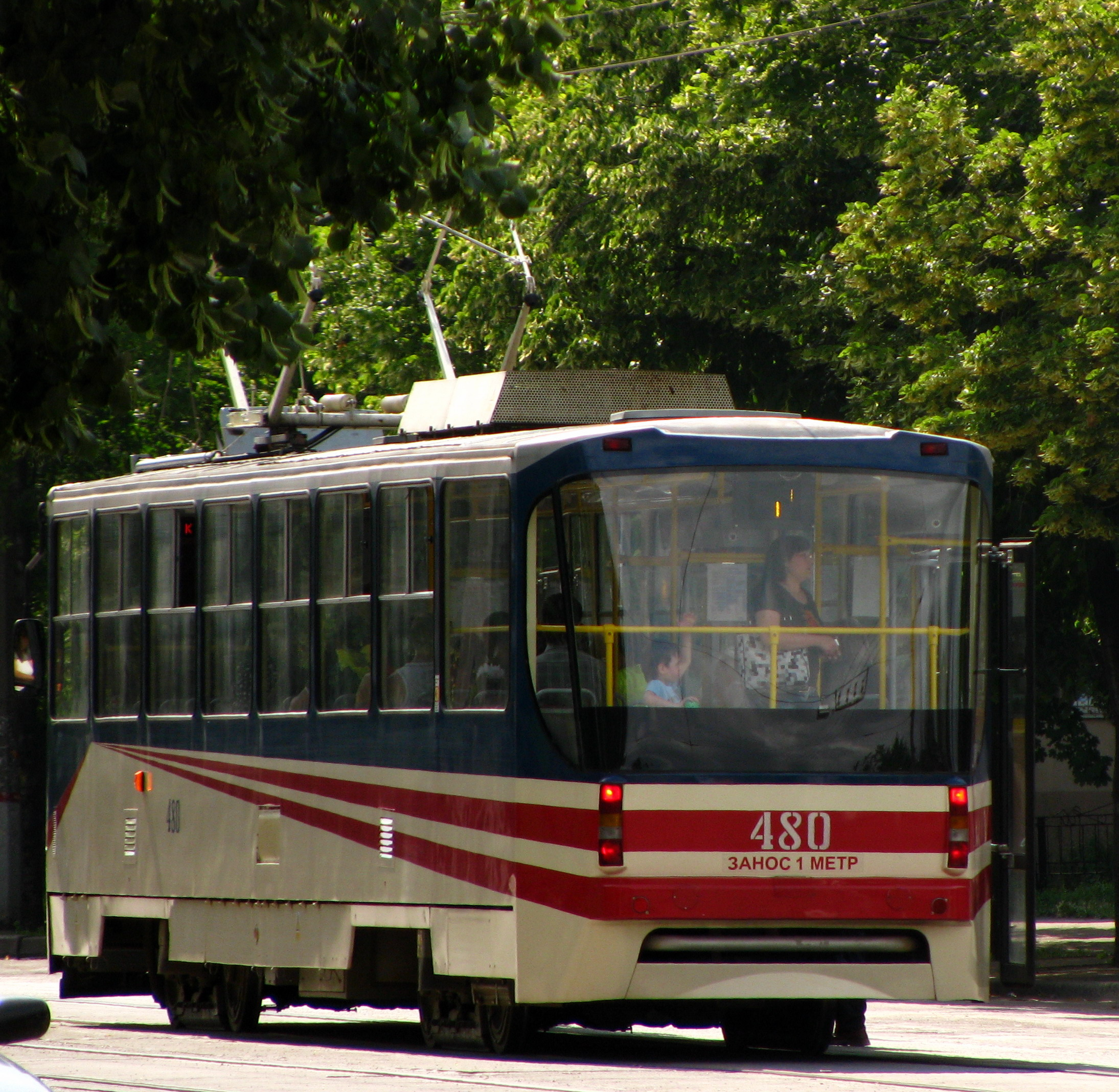
Вигляд ззаду

Вагон обладнаний системою опалення та вентиляції. Її елементи розташовані поблизу бічних стінок вагона. Кабіна водія опалюється за допомогою окремого електричного конвектора.
Вагон розрахований на 40 місць для сидіння. Крісла зроблені з пластмаси, не мають обшивки, виконані у червоній кольоровій гаммі. Планування салону передбачає два ряди сидінь з лівого боку і один ряд — з правого (трирядне планування).
Освітлення салону передбачене за допомогою ламп денного світла.

### Технічне обладнання
Ходові візки мають просту та раціональну конструкцію. Колеса підресорені гумовими елементами, що знижує шум під час їзди. Тягові двигуни розташовані на ходових візках, вони з'єднані з редукторами за допомогою карданних валів. На вагоні застосовані тягуні двигуни з самовентиляцією виробництва харківського заводу «Електроважмаш».
На вагоні застосовується транзисторна система управління на базі IGBT-транзисторів. За допомогою цієї системи суттєво зменшується поглинання електроенергії з мережі в режимі тяги, а також забезпечує рекуперативне гальмування вагона, при якому вироблена тяговими двигунами електроенергія повертається в мережу у вигляді електричного струму. Загалом, ця система дозволяє економити близько 40-50 % електроенергії. Як струмоприймач встановлюється пантограф або напівпантограф.
На перших екземплярах вагона встановлювалася система керування електродвигунами КПТТ-1, на пізніших — КПТТ-2. На ньому, на відміну від першого, реверс тягового електродвигуна забезпечується за допомогою силових транзисторів при нульовому струмі комутації. Завдяки цьому, силові контактори повністю виключені з приводу трамвая. Для живлення оперативних мереж і освітлення напругою 24 В встановлений статичний інвертор ІПТ 820/28-210. В обидвох системах використовується розділене управління візками, що дозволяє зменшити юз і боксивування колісних пар, а також забезпечує рух на одному візку при поломці другого.
Штатне гальмування забезпечується рекуперативним, електродинамічним і, для повної зупинки, дисковими гальмами; аварійне — електромагнітним рейковим гальмом, яке також застосовується на вагонах Tatra T6B5.
Вагон обладнаний радіоінформатором з цифровою системою звукозапису та електронними маршрутовказівними табло.

## Експлуатація вагонів К-1
| Країна     | Місто | Фото      | Роки поставок | Кількість, шт                      | Бортові номери |
| ---------- | ----- | --------- | ------------- | ---------------------------------- | -------------- |
| Україна    |       |           |               |                                    |                |
| Донецьк    |       | 2003—2008 | 28            | 3007—3034                          |                |
| Запоріжжя  |       | 2008      | 1             | 001                                |                |
| Кам'янське |       | 2013      | 1             | 2014                               |                |
| Київ       |       | 2010—2011 | 9             | 320—328                            |                |
| Конотоп    |       | 2007      | 1             | 102                                |                |
| Кривий Ріг |       | 2007—2008 | 7             | 479—485                            |                |
| Луганськ   |       | 2004      | 5             | 301—305                            |                |
| Маріуполь  |       | 2006—2008 | 7             | 301—307                            |                |
| Миколаїв   |       | 2006—2008 | 6             | 1107, 1108, 2003, 2004, 2006, 2007 |                |
| Одеса      |       | 2006—2008 | 10            | 7002—7011                          |                |

## Модифікації
| Тип моделі | Фото | Опис                                                                    |
| ---------- | ---- | ----------------------------------------------------------------------- |
| К-1М       |      | трамвайний вагон з низькопідлоговою секцією в районі центральних дверей |
| К-1М6      |      | зчленований низькопідлоговий трамвайний склад.                          |
| К-1М8      |      | зчленований трамвайний склад з низькопідлоговою секцією                 |

## Особливості експлуатації
- Перший вагон надійшов до Києва для випробувань, у 2007 році надійшов до Конотопа після переробки на зразок серійних вагонів. Від серійних моделей його відрізняла наявність напівпантографа (на деяких вагонах він з'явився пізніше — в Одесі, Донецьку, Маріуполі) і передньою маскою вагона, яка відрізняється від серійної продукції.
- У 2002 році в Києві планувалося ввести в експлуатацію трамвайний вагон К-1 з обладнанням Tatra T3M, але плани були нездійснені.
- Деякі київські К1 обладнані зчепками Шарфенберга.
- Київські вагони та миколаївський вагон № 1110 не були побудовані на замовлення цих міст, вони знаходилися на складі заводу, тому що свого часу до Одеси ці вагони так і не дійшли.
- К1 (№ 303) у Луганську згорів 22 травня 2008 року. Решта трамваїв, з 2014 року, не експлуатувалися через припиненням трамвайного руху в місті.
- К1 (№ 1110) прибув до Миколаєва у 2010 році та обкочувався на вулицях міста, проте так ніколи і не працював з пасажирами. Вагон повернуто заводу-виробнику у 2016 році, через 6 років простою в ангарі депо[2].

## Галерея

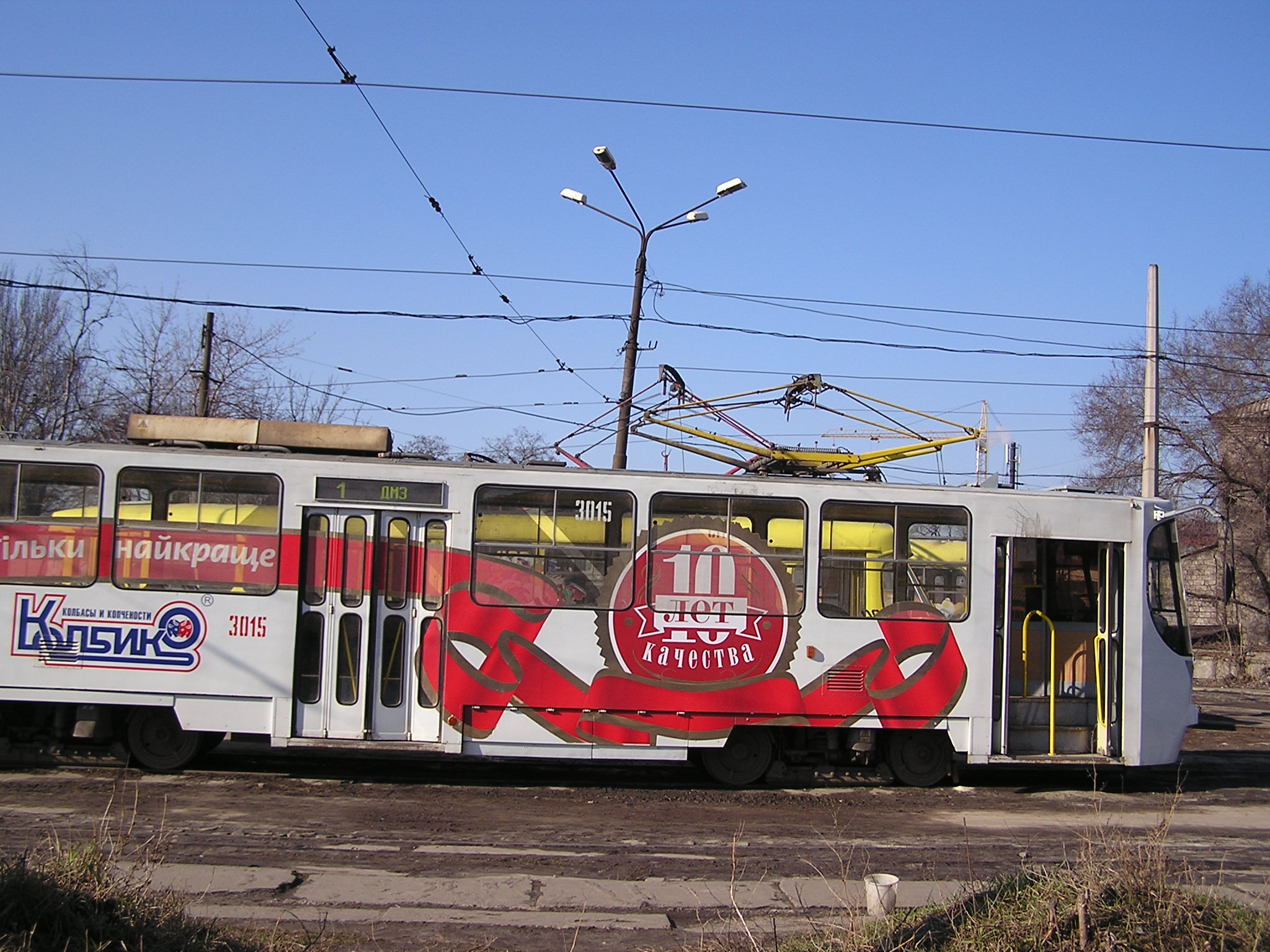
К-1 (№ 3015) у Донецьку
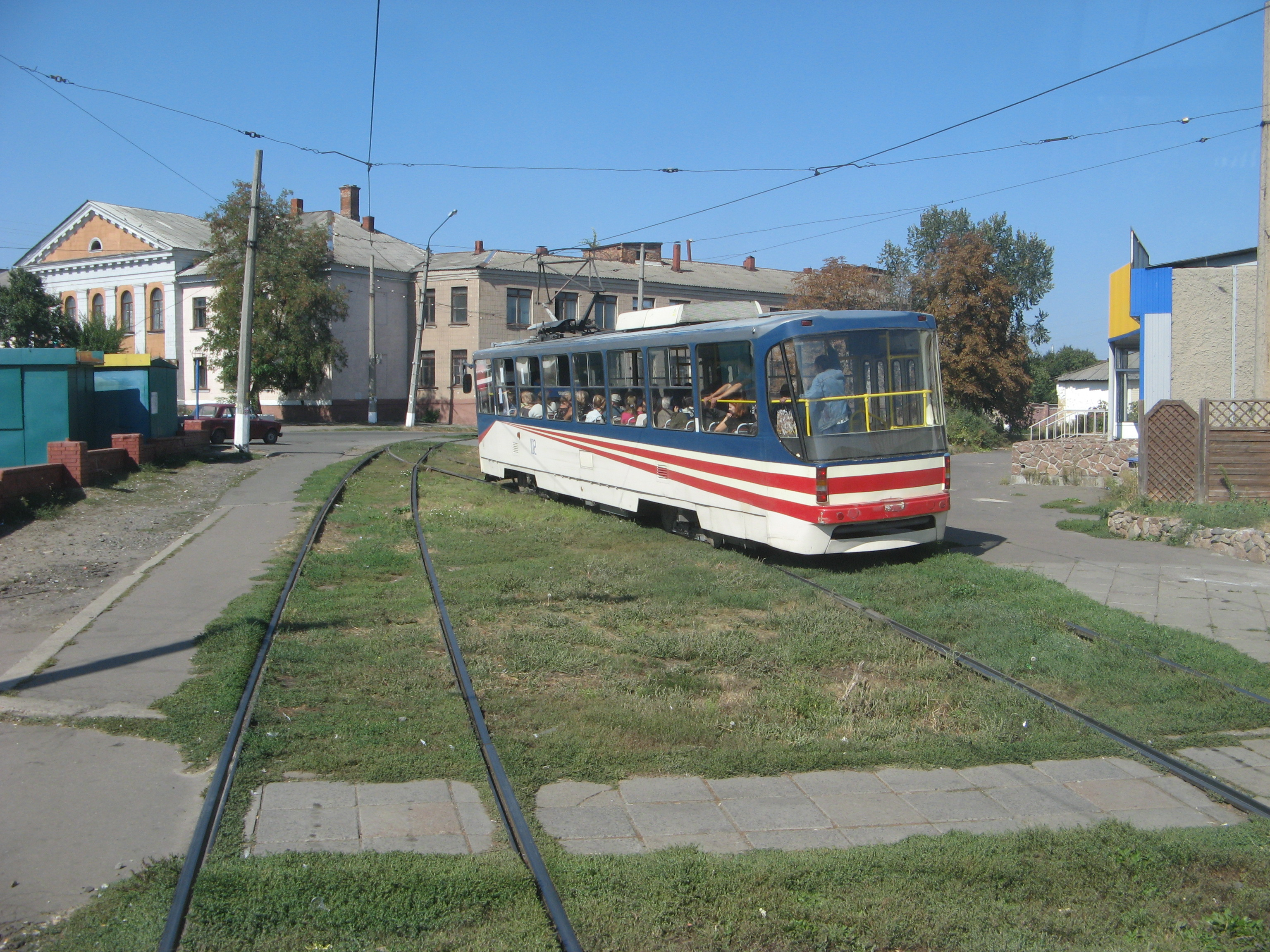
К-1, К1М8 у Києві
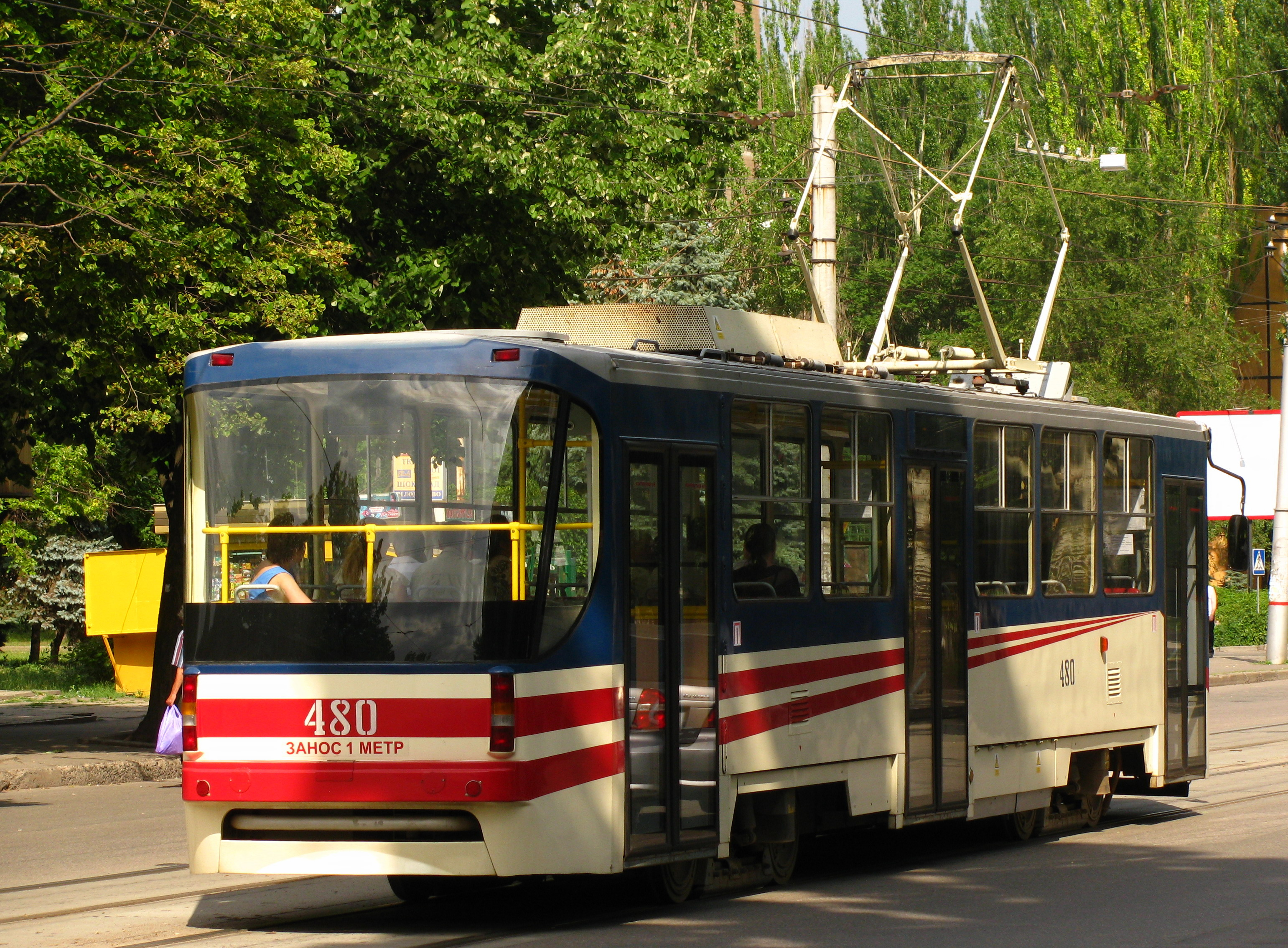
К-1 у Конотопі
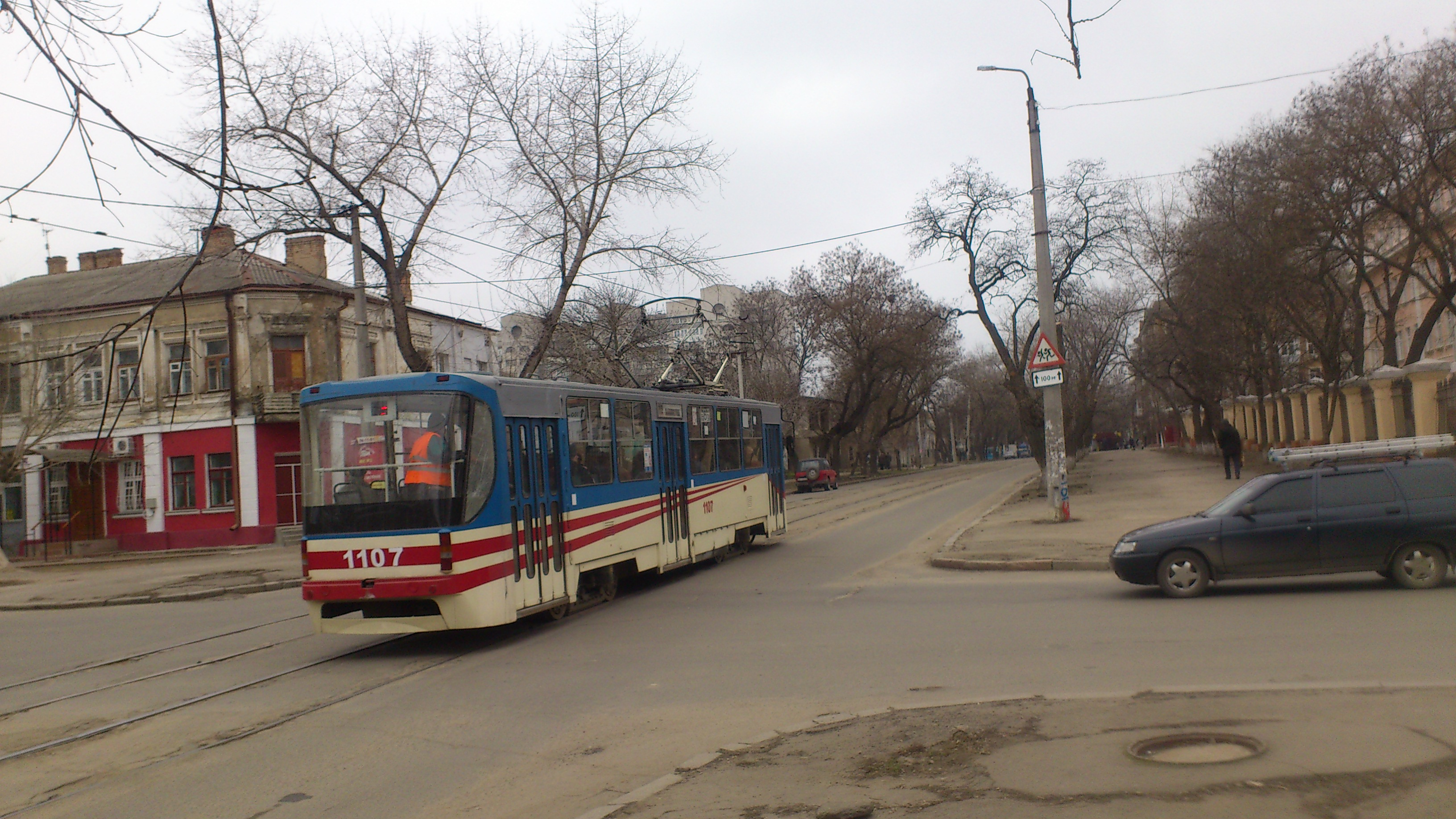
К-1 (№ 480) у Кривому Розі
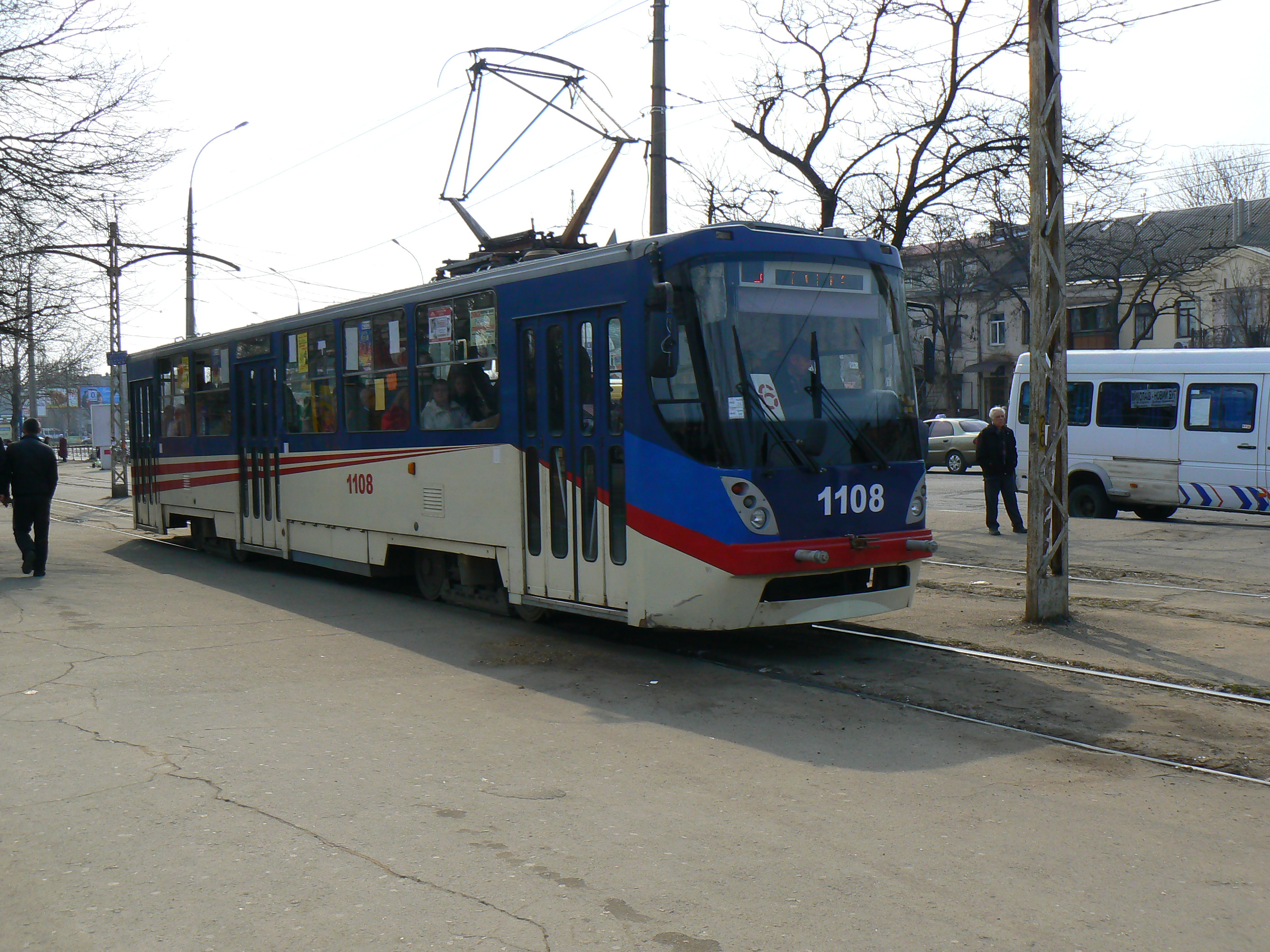
К-1 (№ 1107) у Миколаєві
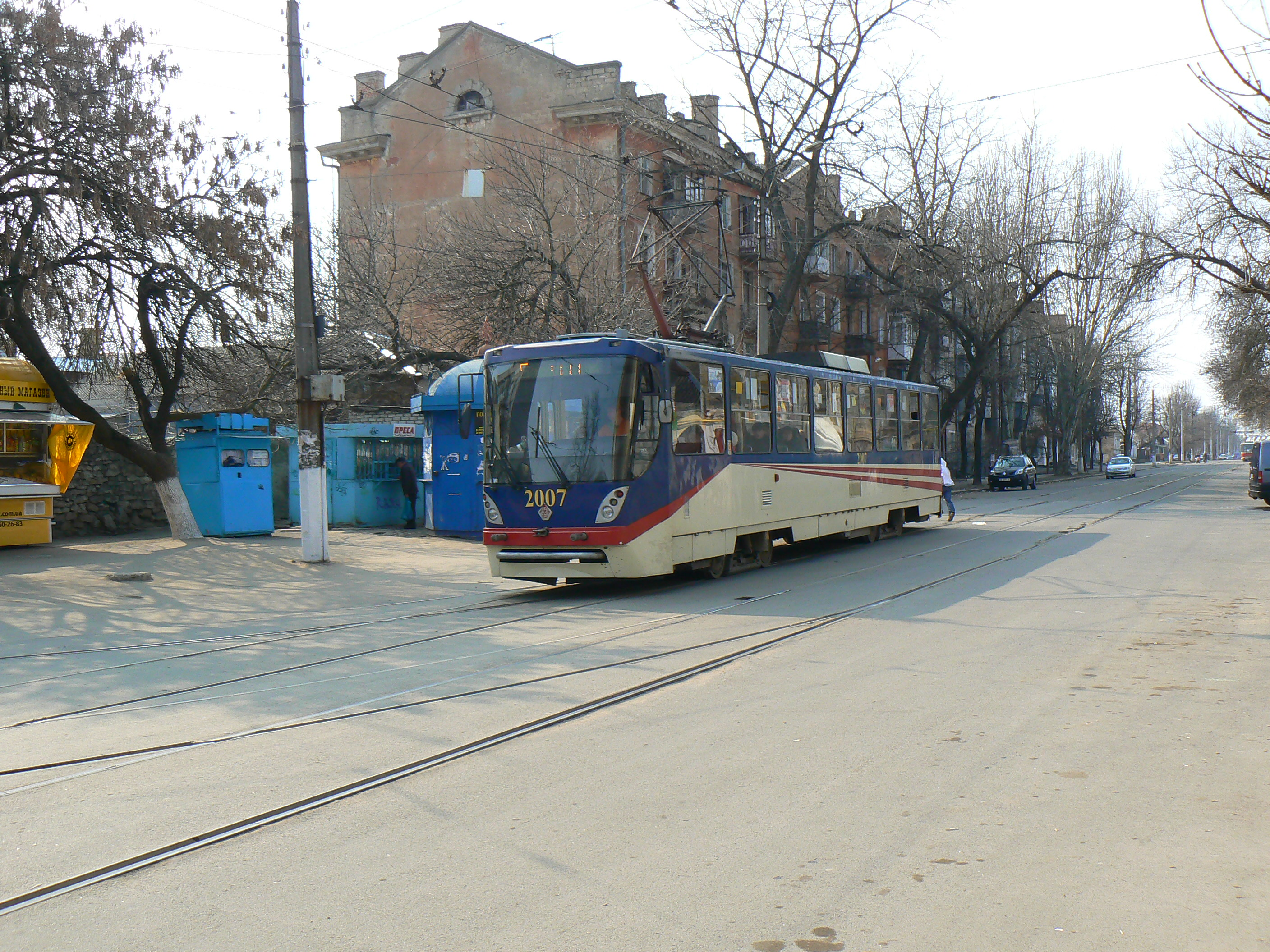
К-1 у Миколаєві (№ 1108)
- К-1 (№ 2007) у Миколаєві
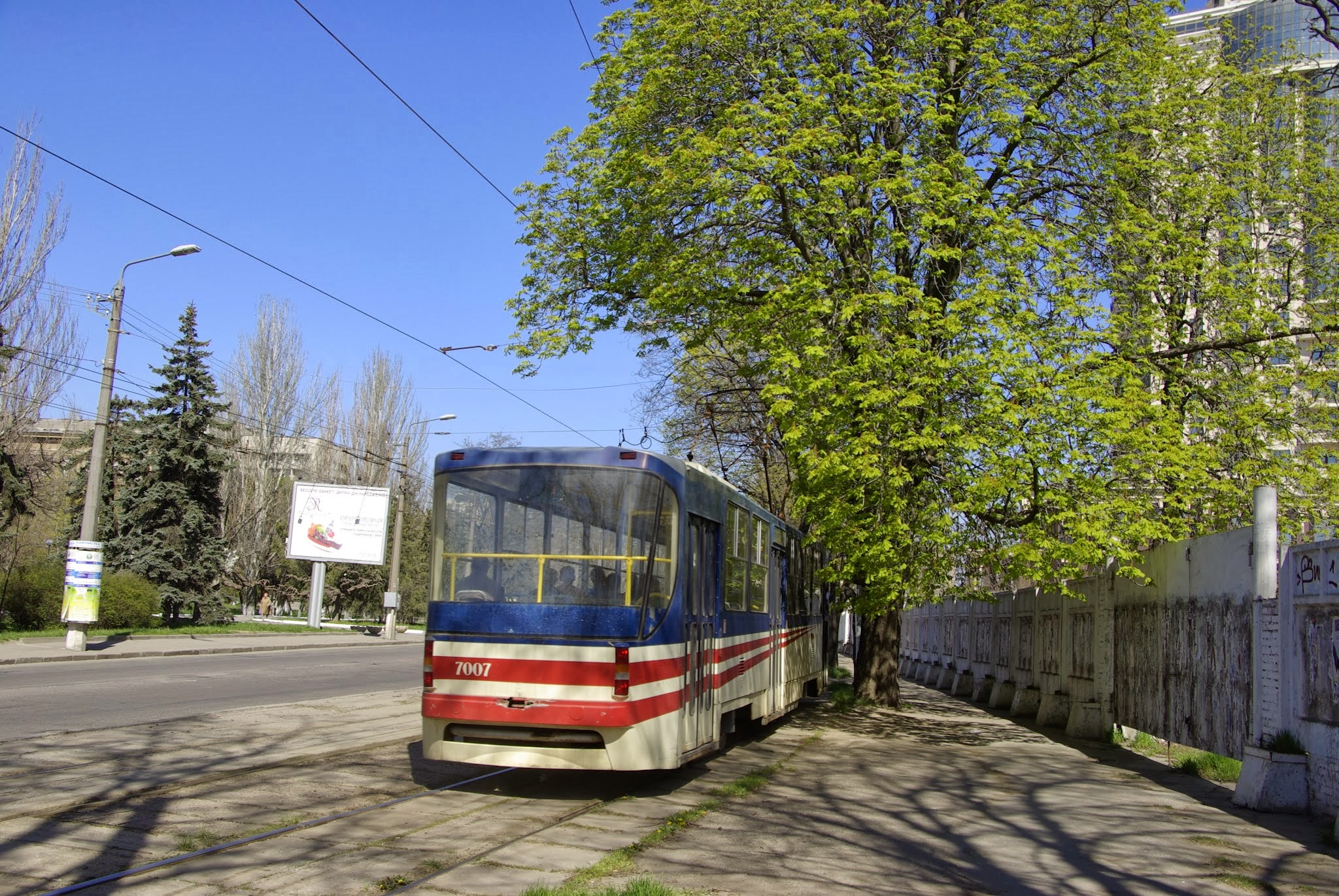
К-1 (№ 7003) в Одесі
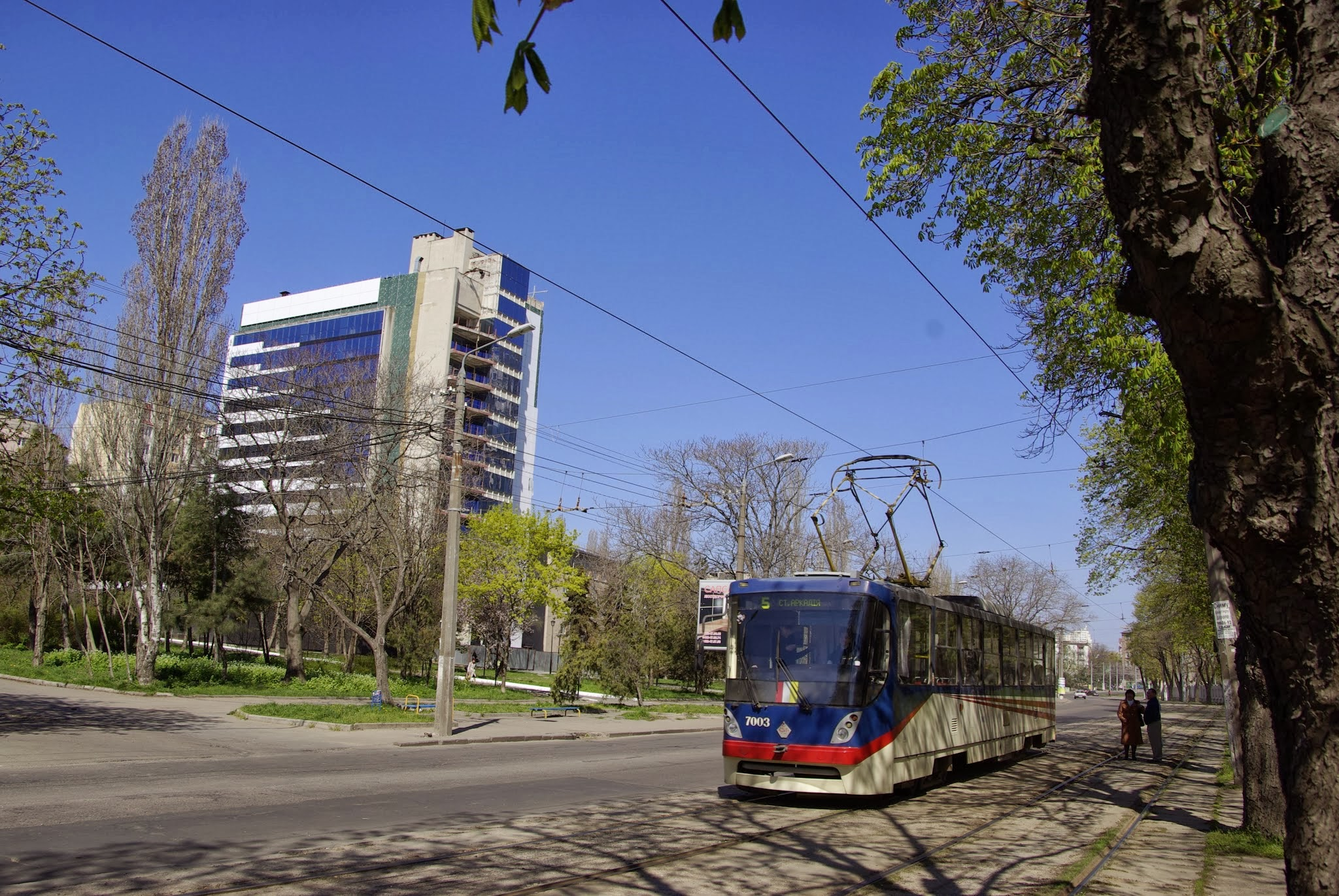
К-1 (№ 7004) в Одесі
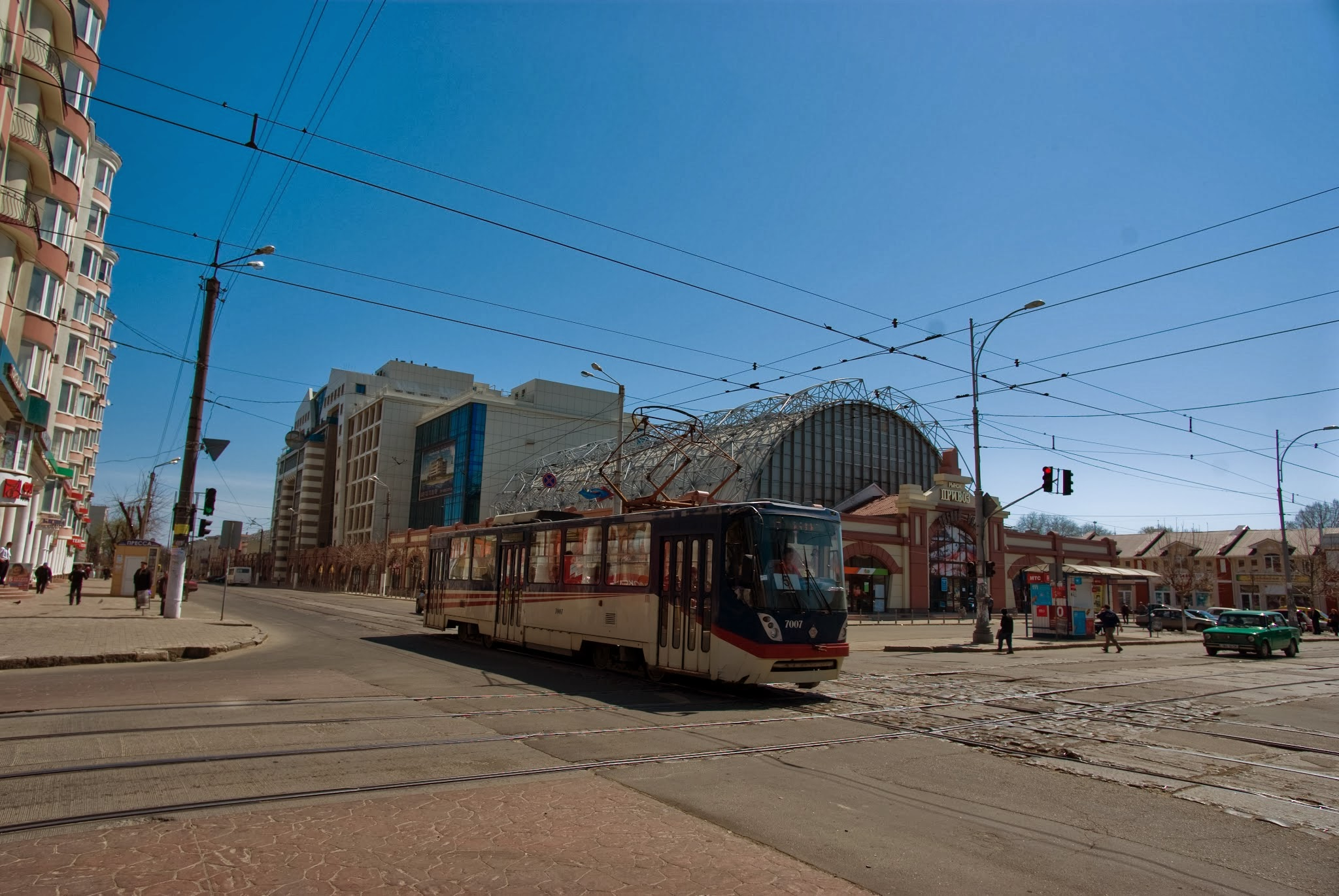
К-1 (№ 7007) в Одесі
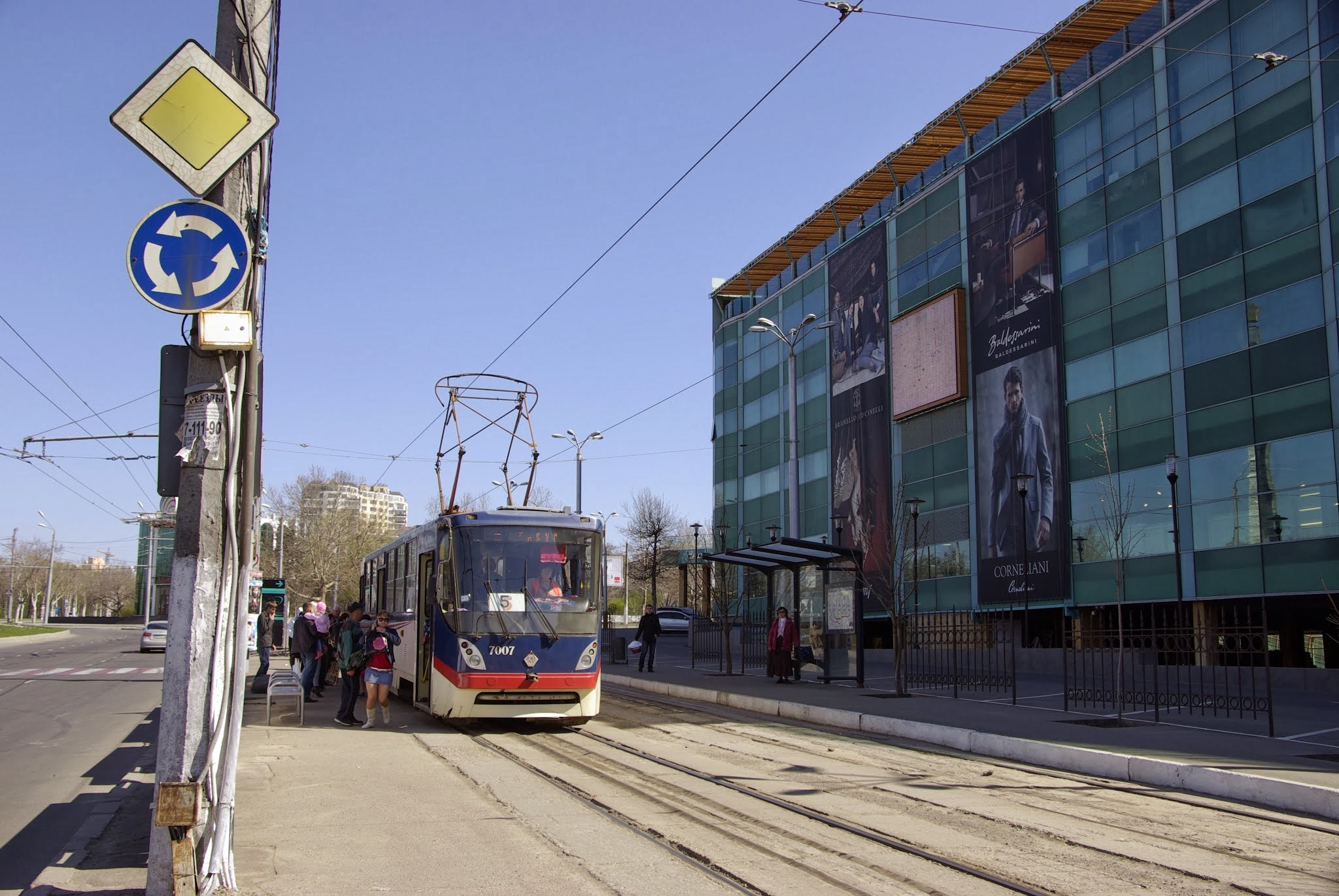
К-1 (№ 7007) в Одесі
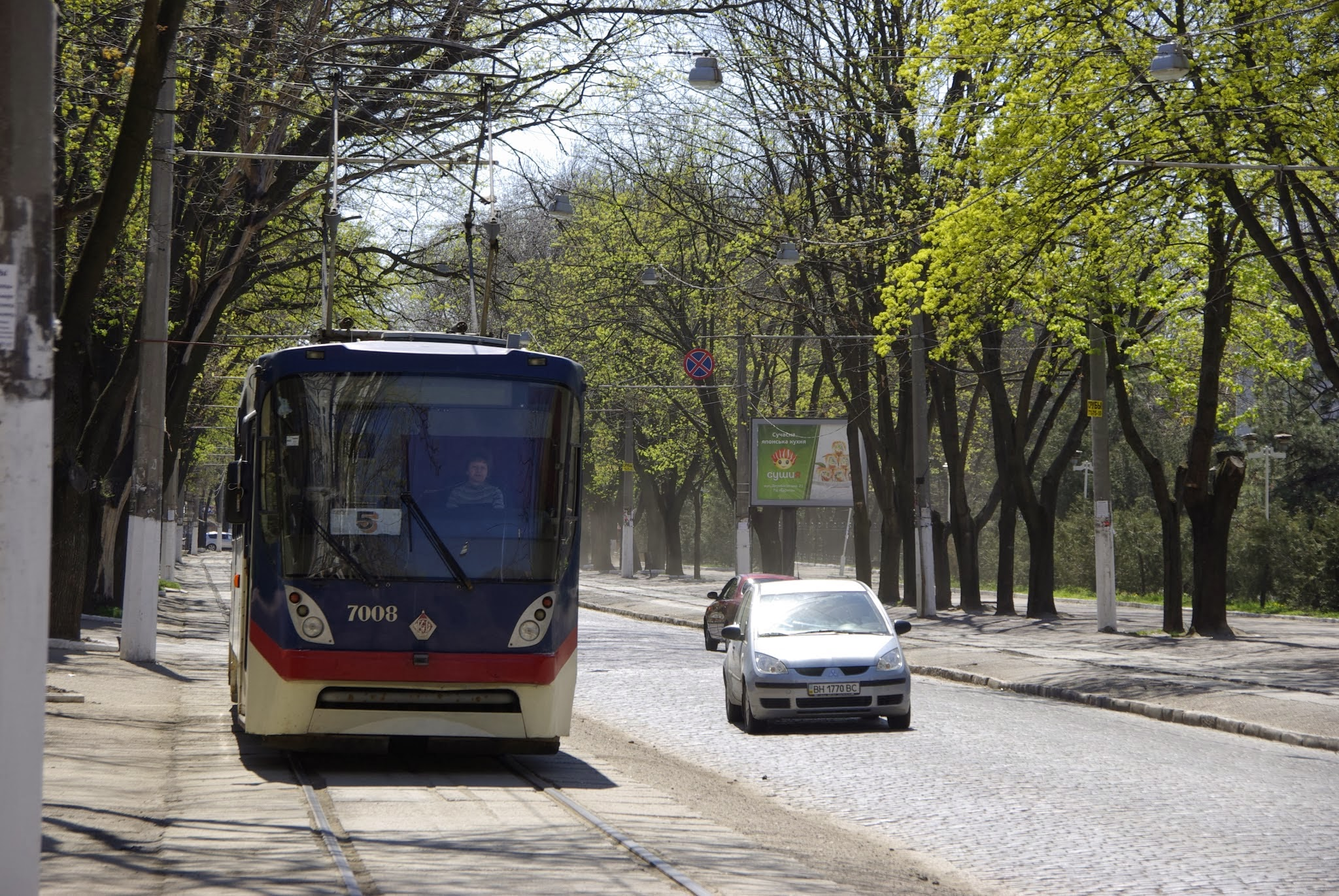
К-1 (№ 7009) в Одесі
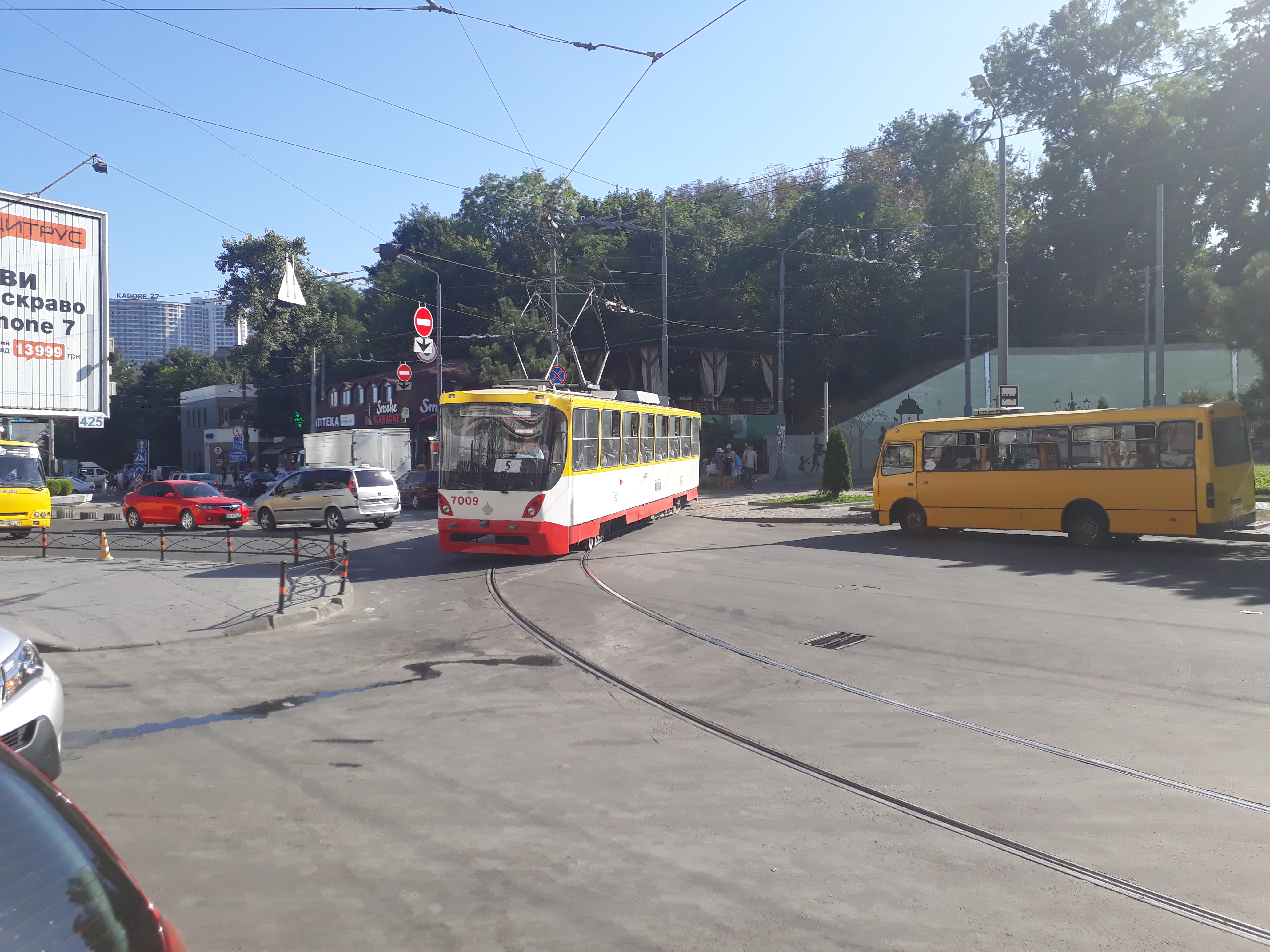
К-1 (№ 7009) в Одесі
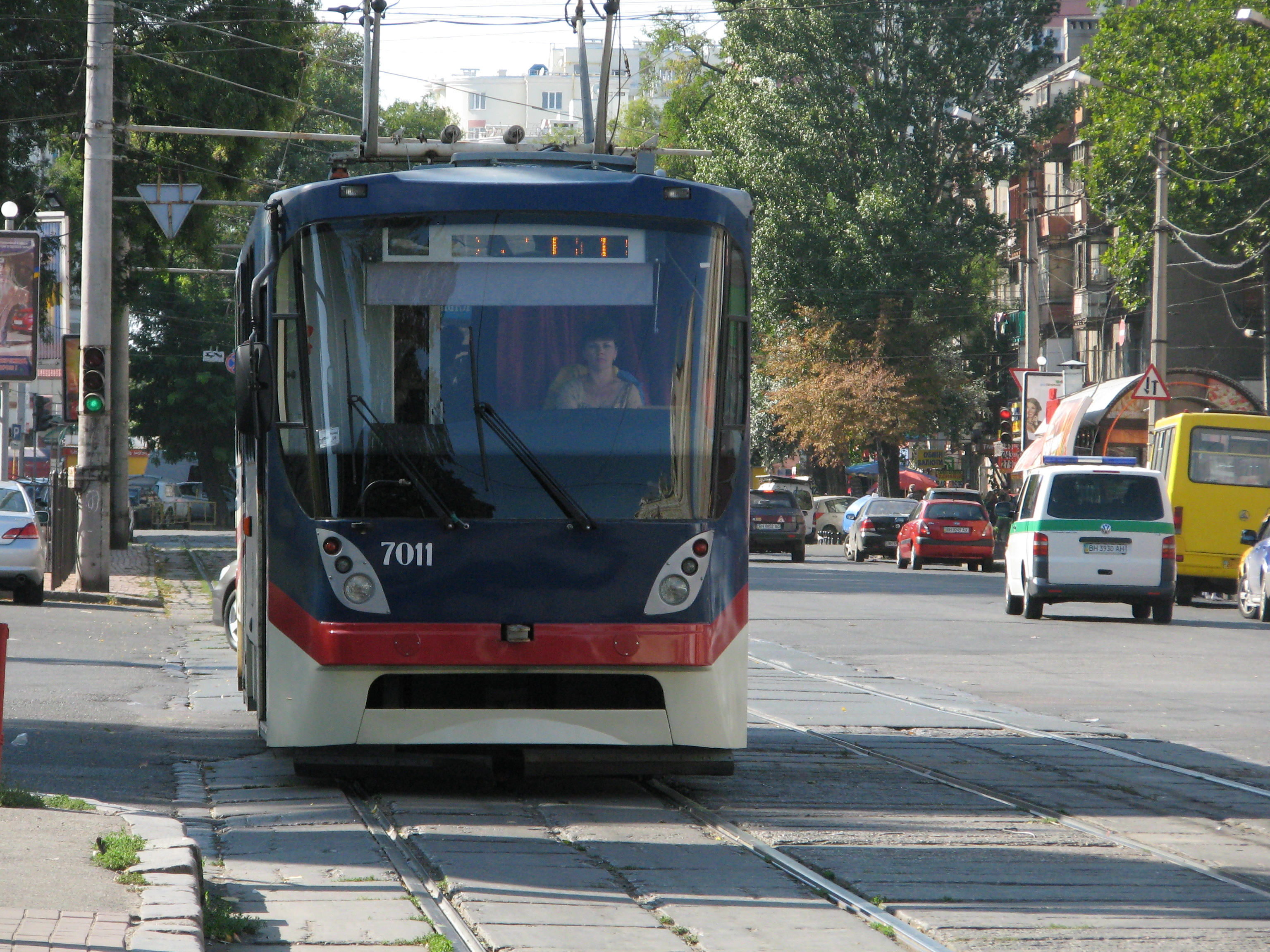
К-1 в Одесі (№ 7011)